# Ankara Arena
L'Ankara Arena è un'arena coperta localizzata nella città di Ankara, in Turchia. La sua capacità arriva sino ai 10 400 posti per le partite di pallacanestro. L'arena è stata costruita per il 2010 FIBA World Championship. L'arena viene utilizzata dalle due principali società di pallacanestro della città: Hacettepe Üniversitesi S.K. e il Türk Telekom B.K..